# نادي مانتا لكرة القدم
نادي مانتا لكرة القدم (بالإسبانية: Manta Fútbol Club) هو نادي كرة قدم من مدينة مانتا ، الإكوادور . تأسس في عام 1998، ويلعب في دوري الدرجة الأولى.